# Карасун
Карасун (рус. Карасун) некадашња је река, а данас група језера на територији града Краснодара, у Краснодарском крају јужне Русије. 
Река је извирала на подручју данашње станице Старокорсунскаја, текла је у смеру запада и након 45 km тока уливала се у реку Кубањ код данашњег Краснодара. Међутим због промена тока Кубања у значајној мери је деградиран део корита Карасуна, а на многим местима река је засипана и претварана у мања језера. Током 1870-их њено корито је додатно преграђено на неколико места и на тај начин потпуно деградирано, а вишак воде из језера наставио је да отиче ка Кубању подземним каналима. Током 1960-их и 1970-их година највећи део тих језера је исушен, а на њиховом месту појавили су се стамбени комплекси. 